# Швейцария на «Евровидении-2011»

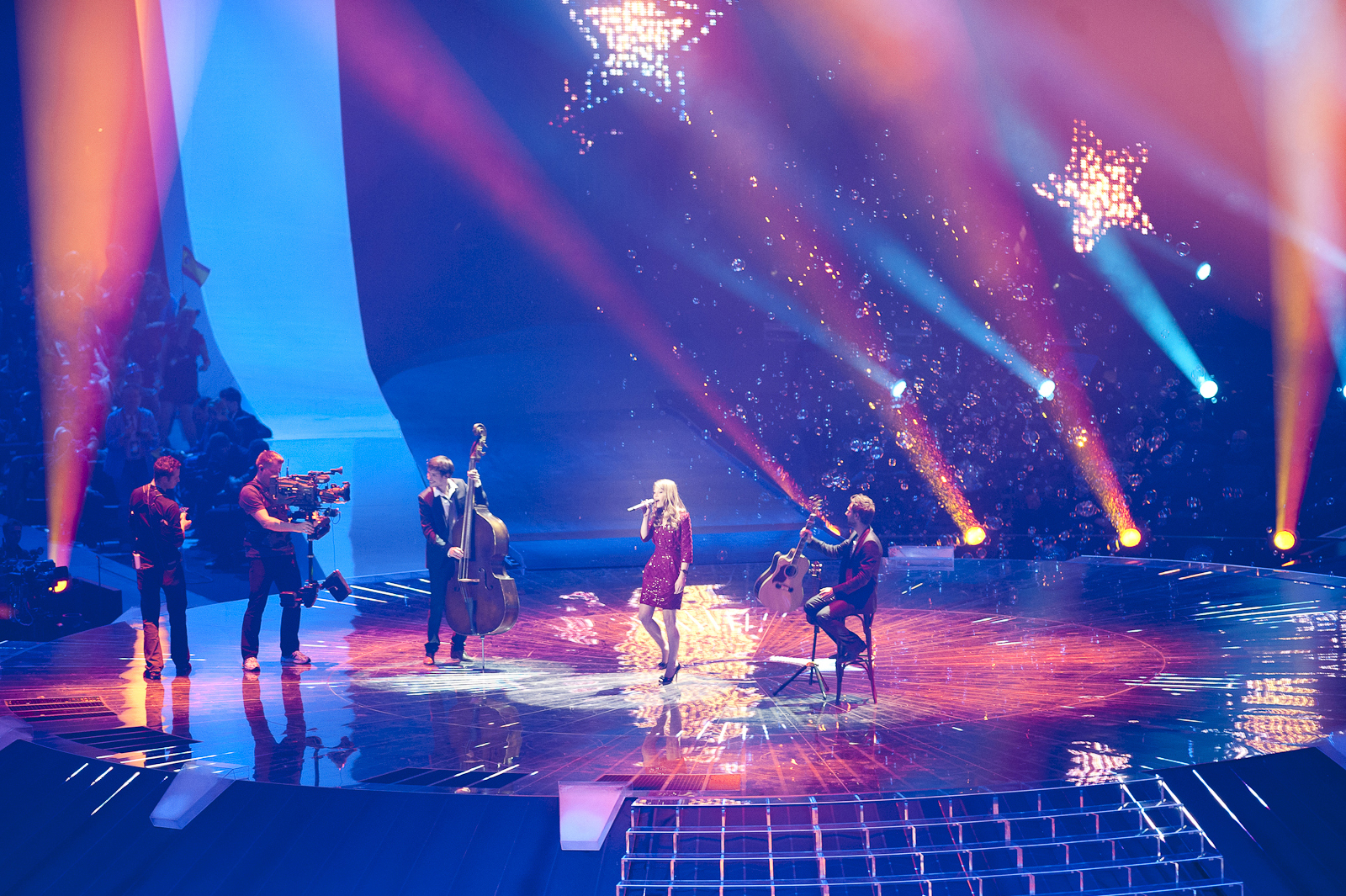
Швейцария на Евровидении 2011

Швейцария провела первый национальный финал сезона. «Die Grosse Entscheidungs Show» транслировался в прямом эфире из Bodensee Arena в Крейцлингене на телеканалах SF1, TSR2 и RSI2 с 20:05 до 22:30 по Центральноевропейскому времени. 100 % зрительское голосование определило представителя страны на Евровидении 2011, однако, пять экспертов помогли зрителям сделать выбор своими комментариями о выступлениях: Baschi (исполнитель), Франсин Жорди (2002), Pepe Lienhard (1977), Nik Hartmann (теле и радиоведущий), Peter Reber (музыкант и композитор):

## Национальный отбор
| №  | Исполнитель          | Песня                    | Результат | Место |
| -- | -------------------- | ------------------------ | --------- | ----- |
| 1  | Polly Duster         | «Up to You»              | 4.36 %    | 8     |
| 2  | Duke                 | «Waiting For Ya»         | 2.66 %    | 11    |
| 3  | AndrinA              | «Drop of Drizzle»        | 3.3 %     | 9     |
| 4  | Bernarda Brunovic    | «Confidence»             | 13.36 %   | 2     |
| 5  | Anna Rossinelli      | «In Love For A While»    | 23.93 %   | 1     |
| 6  | Aliose               | «Sur les paves»          | 6.49 %    | 7     |
| 7  | Dominique Borriello  | «Il ritmo dentro di noi» | 2.33 %    | 12    |
| 8  | Scilla               | «Barbie Doll»            | 2.88 %    | 10    |
| 9  | CH                   | «Gib Nid Uf»             | 11.73 %   | 4     |
| 10 | Ilira and The Colors | «Home»                   | 13.05 %   | 3     |
| 11 | Sarah Burgess        | «Just Me»                | 7.7 %     | 6     |
| 12 | The Glue             | «Come What May»          | 8.21 %    | 5     |

## Евровидение 2011

### Полуфинал
В первом полуфинале Анна Россинелли выступала под 8 номером и заняла 10 место, чего было достаточно для прохождения в финал.

### Финал
В финале Анна выступала под номером 13. Её выступление оценили ниже всех — 19 баллов и 25 место.